# Palais Waldburg-Wolfegg
Das Palais Waldburg-Wolfegg war ein Ansitz in der Kirchstraße in Bregenz. Heute ist darin das Vorarlberger Landesarchiv in zwei Bauteilen untergebracht.
Das Bauwerk steht einschließlich eines später angebauten, nicht zum ursprünglichen Palais gehörenden Anbaus unter steht unter Denkmalschutz (Listeneintrag).

## Geschichte

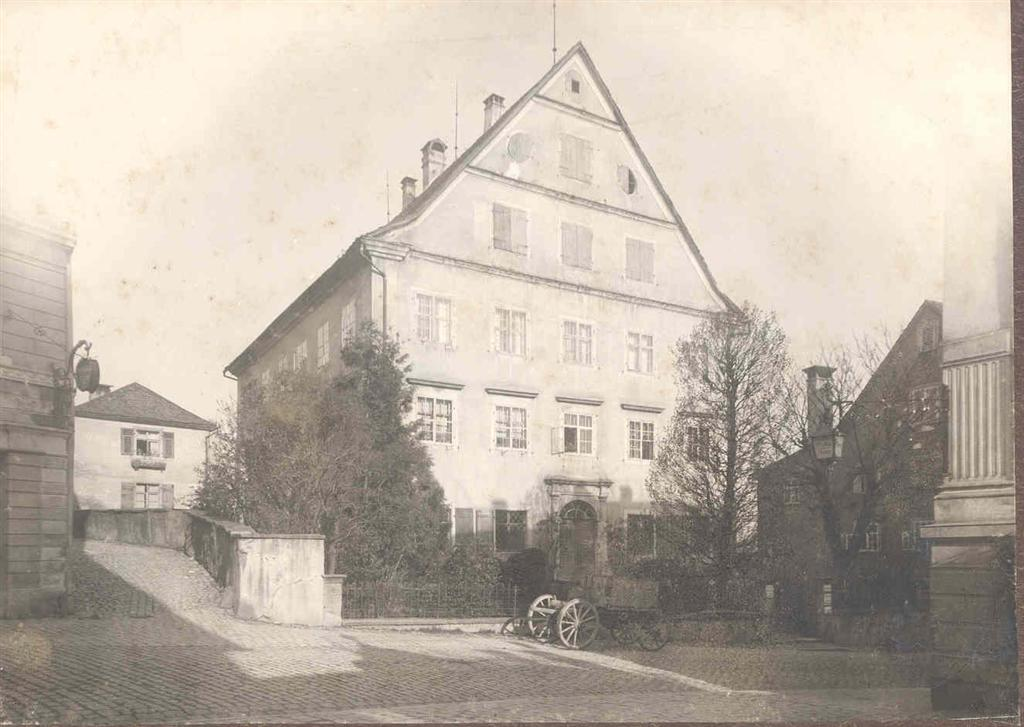
Das Palais im Jahr 1912

Der ehemalige Adelssitz ist der ältere, bergseitige Trakt und wurde in den Jahren 1688 bis 1690 vom Bregenzer Stadtammann Johann Mathias Christoph von Bildstein errichtet. Als Architekt kommt der Vorarlberger Barockbaumeister Johann Georg Kuen in Frage. 
1732 erwarb Graf Ferdinand Ludwig zu Wolfegg, Freiherr auf Waldburg in Württemberg den Ansitz und ließ einige Umbauten vornehmen. Später vermietete die Familie die im Haus befindlichen Wohnräume an höhere Landesbeamte. Die Kellerei wurde an Weinhändler und Wirte verpachtet. Zu den Bewohnern zählten der Oberamtsrat Franz Xaver von Harrant zu Melans (1759), der kaiserliche Landvogt für Vorarlberg Graf Franz von Seeau (ab 1778) und dann der Kreis- und Landeskommissär während der bayerischen Besetzung Franz Vintler zu Platsch und Runggelstein.
1850 wohnte der erste Landeshauptmann von Vorarlberg, Sebastian Ritter von Froschauer in diesem Haus. 1901 kaufte der Landesausschuß das Palais an und ließ es an der Rückseite deutlich vergrößern. Danach wurde es von Landeshauptmann Otto Ender bewohnt. In den Jahren 1931/32 schuf der Architekt Willibald Braun einen Erweiterungsbau in Sichtbeton als Archivspeicher für das seit Herbst 1920 im Gebäude untergebrachte Vorarlberger Landesarchiv.

## Architektur
Hinter einem Vorgarten liegt mit der hohen Giebelfront straßenseitig der mächtige, dreigeschoßige Rechteckbau mit einem Satteldach. Im steilen Giebel sind zwei Geschoße untergebracht, der obere Teil des Giebeldreiecks ist mit drei Ochsenaugen geschmückt.
Die Straßenfront hat in den beiden Obergeschoßen fünf zweiteilige Fenster mit grünen Läden, die Fenster und Türen des Erdgeschoßes sind durch Steckgitter gesichert. 
Das repräsentative Portal hat toskanische Säulen und einen Rundbogen. Die Seitenfronten sind dagegen schmucklos. 
Die Flure und das Stiegenhaus sind kreuzgewölbt, die Decken der Wohn- bzw. Amtsräume sind mit Stuckleisten ausgestattet.